# Speed Racer (Achterbahnmodell)
Speed Racer oder Extended Jumbo Jet ist ein Stahlachterbahnmodell des Herstellers Schwarzkopf GmbH, welches erstmals 1971 ausgeliefert wurde. Sie ist neben Jet Star I, Jet Star II, Jet Star III und City Jet das vierte Modell der Jet-Star-Reihe.
Im Gegensatz zu den anderen Jet-Star-Modellen, sind die Auslieferungen vom Speed Racer nicht identisch zueinander, sondern wurden individuell für den Kunden und an das jeweilige Gelände angepasst. Insgesamt können sechs bis acht Züge mit jeweils zwei bis vier Wagen eingesetzt werden, wodurch eine theoretische Kapazität von 2000 bis 2500 Personen pro Stunde entsteht. Die Züge können per Spirallift oder Kettenlifthill in die Höhe gezogen werden. Der Anschlusswert beträgt ca. 100 kW.

## Standorte
Die Anlage Big Bend in Six Flags Over Texas befand sich nach deren Abbau noch einige Jahre eingelagert in Six Flags St. Louis, wurde dort aber nicht mehr aufgebaut.
| Achterbahn                  | Betreiber                     | Land                         | Eröffnung         | Schließung         |
| --------------------------- | ----------------------------- | ---------------------------- | ----------------- | ------------------ |
| Big Bend                    | Six Flags Over Texas          | Vereinigte Staaten           | 1971              | 25. September 1979 |
| Montaña Rusa Zambezi Zinger | Parque Del Café Worlds of Fun | Kolumbien Vereinigte Staaten | 1999 26. Mai 1973 | 1997               |
| Gebirgsbahn                 | Phantasialand                 | Deutschland                  | 1975              | 1. Mai 2001        |
| Whizzer                     | California’s Great America    | Vereinigte Staaten           | 1976              | 1988               |
| Whizzer                     | Six Flags Great America       | Vereinigte Staaten           | 1976              |                    |